# Циттауэр-Гебирге
Циттауэр-Гебирге (нем. Zittauer Gebirge, чеш. Žitavské hory) — горы средней высоты в Германии, на юго-востоке Саксонии, германская часть расположенных вдоль саксонско-чешской границы Лужицких гор. Наивысшие точки — Лауше (Lausche, Луж, Luž, 792 м) и Хохвальд (Гвозд, 749 м). На горе Ойбин находятся развалины крепости и монастыря целестинцев.

## Галерея

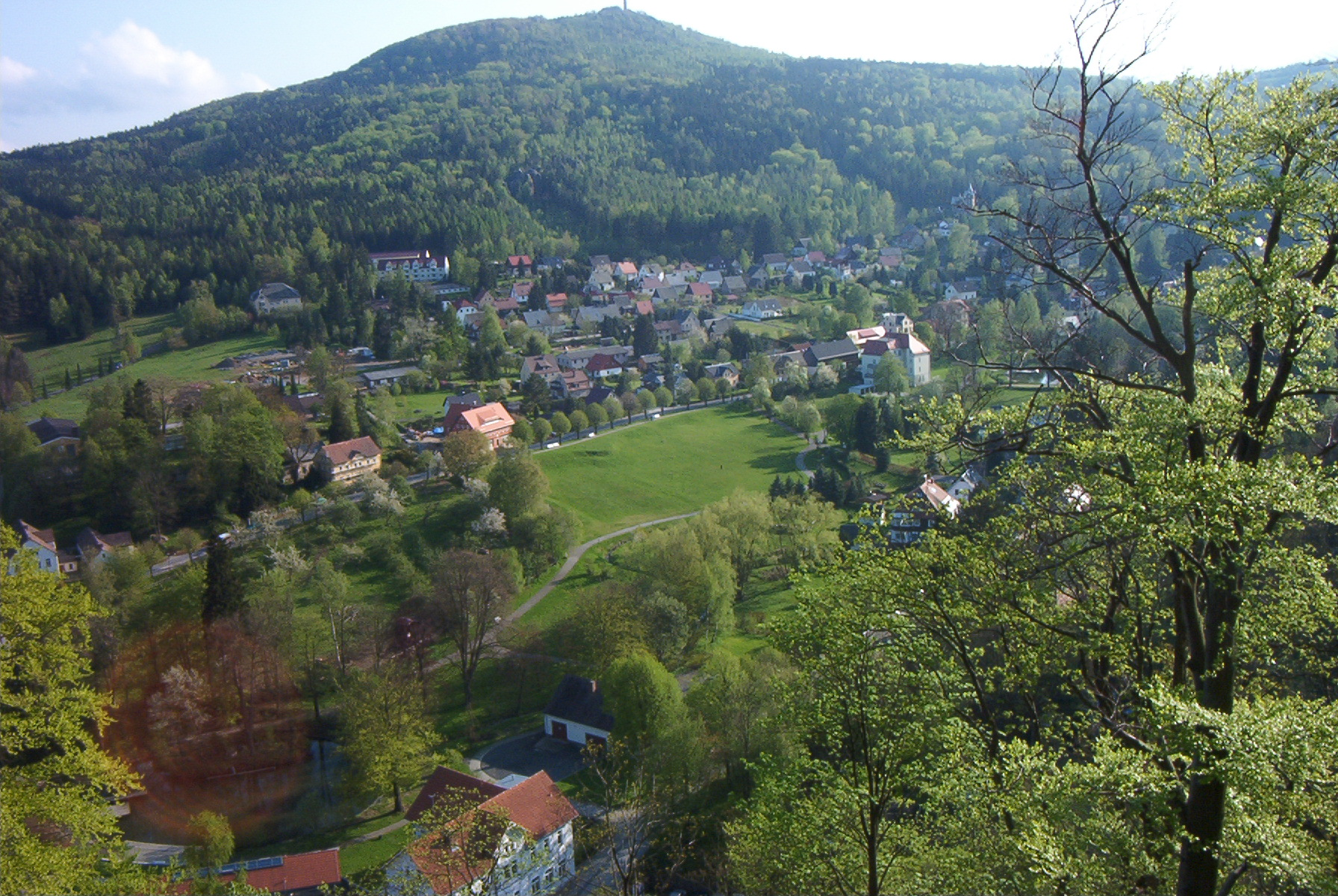
Ойбин с Хохвальдом
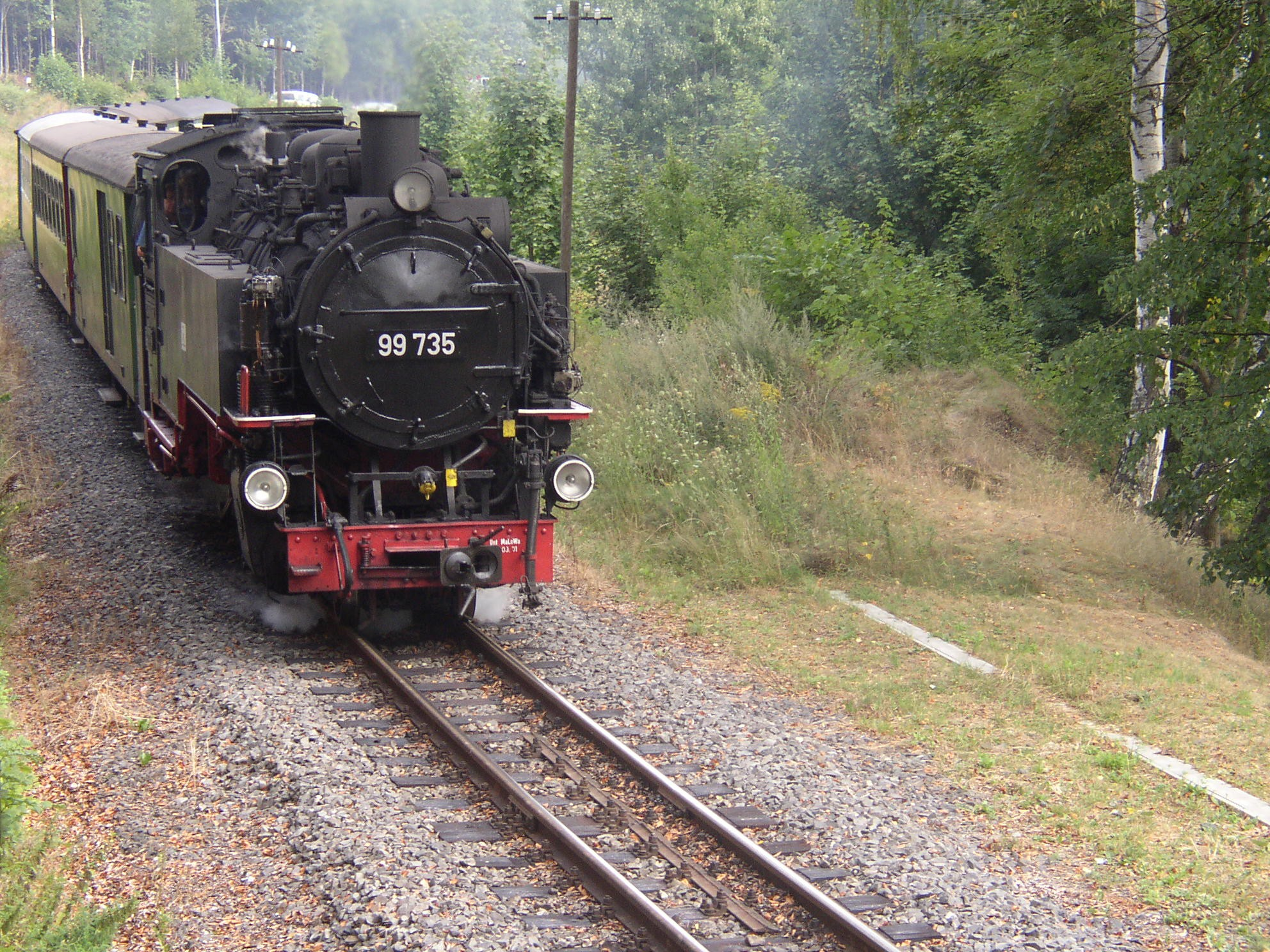
Узколинейная железная дорога около Ойбина